# Dobro jutro, dragi poslušalci!
Povest Dobro jutro, poslušalci! je delo prekmurskega pisatelja Ferda Godine. Objavljena je bila v zbirki povesti z naslovom Siničke v škornju. 

## Interpretacija
V zbirki Siničke v škornju je zbranih 33 povesti pisatelja Ferda Godine, in ena izmed povesti ima naslov Dobro jutro, poslušalci! Govori o Kati, ki vsako jutro prične z rutino, in ta je, da prižge radio in ujame glas napovedovalca ali napovedovalke, ki pozdravi: »Dobro jutro, drage poslušalke in spoštovani poslušalci!«. Glas napovedovalca oziroma napovedovalke jo zmeraj spomni na njene tri otroke. O hčeri Ireni izvemo, da živi v Ljubljani, o dveh sinovih pa le, da eden živi v Kanadi, eden pa v Avstraliji. Kata napovedovalca/napovedovalko zmeraj ogovori, a odgovora ne dobi. 
Nato nadaljuje svoj dan in odide v hlev, kjer nakrmi vse živali; krave, mačka, kokoši, svinje. Tudi njih vse ogovori in se želi pogovarjati z njimi, a kaj ko odgovorov nazaj ni. 
Osamljena Kata se nazadnje odpravi še v trgovino, kjer jo ljudje sprašujejo, kaj bo kupila. Odvrne jim, da nič, saj so ji otroci sezidali lepo hišo in jo preskrbeli s hrano. Seveda jo ljudje takoj vprašajo kaj potem počne v trgovini. Odvrne jim, da v trgovino prihaja, ker je doma sama. Ko se dovolj nagovori, odide domov in zvečer ko gre spat komaj čaka naslednje jutro.

## Nauk zgodbe
Kata je ženska, ki je obtičala v rutini. Vsak dan ponavlja eno in isto, in ne glede na to, da kar želi ne dobi, vstraja. Čeprav ima Kata hišo in je preskrbljena, je nesrečna, kajti z nikomer se ne more pogovarjati, z otroki se ne sliši pogosto in tudi prijateljev nima, le znance iz trgovine s katerimi vsak dan malo pokramlja. Je tipični primer, da denar brez prijateljev in družine ne pomeni prav nič, kajti družine in pravih prijateljev si ne moreš kupiti z denarjem.